# Miccolamia albosetosa
Miccolamia albosetosa är en skalbaggsart som beskrevs av J. Linsley Gressitt 1951. Miccolamia albosetosa ingår i släktet Miccolamia och familjen långhorningar.
Artens utbredningsområde är Taiwan. Inga underarter finns listade i Catalogue of Life.